# Java Transaction Service
Java Transaction Service (JTS) ist ein Begriff aus der Softwareentwicklung mit Java. Bei der Kommunikation von mehreren Komponenten einer oder mehrerer Anwendungen miteinander kommt es häufig darauf an, diese Kommunikation und die daraus resultierenden Arbeitsschritte in den Anwendungen innerhalb einer gemeinsamen Transaktion abzuwickeln. JTS beschreibt einen Dienst (im Sinne einer Software-Anwendung), der die Transaktionen kontrolliert. Die Kommunikation zwischen den in Java implementierten Anwendungen und dem JTS geschieht über ein Protokoll namens Java Transaction API (JTA).